# V428 Возничего
V428 Возничего (лат. V428 Aurigae), HD 36148 — одиночная переменная звезда в созвездии Возничего на расстоянии приблизительно 1906 световых лет (около 584 парсеков) от Солнца. Видимая звёздная величина звезды — от +7,26m до +6,74m. Возраст звезды оценивается как около 63,1 млн лет.

## Характеристики
V428 Возничего — оранжевый гигант, пульсирующая переменная звезда типа RV Тельца (RV) спектрального класса K5. Масса — около 3,304 солнечных, радиус — около 85,99 солнечных, светимость — около 1671,307 солнечных. Эффективная температура — около 3980 K.

## Планетная система
В 2019 году учёными, анализирующими данные проектов HIPPARCOS и Gaia, у звезды обнаружена планета.